# Bench (Volk)
Die Bench (Alternativschreibung Benč, deutsch selten auch Bensch) sind eine ethnische Gruppe, die vorwiegend in der Bench-Maji-Zone in der Region der südlichen Nationen, Nationalitäten und Völker im Südwesten Äthiopiens lebt. Sie wurden früher auch Gimira genannt, was heute als veraltete Bezeichnung gilt. Angaben zur Anzahl der Bench reichen von rund 175.000 (Abbink 2003) bis 353.526 (äthiopische Volkszählung 2007).
Die Bench leben sesshaft und bauen u. a. Sorghum, Gerste, Mais, Bananen, Ensete und weitere Wurzelgemüse, Baumwolle als wichtigstes Verkaufsprodukt und Kat an. Daneben halten sie auch Vieh. Ihre Sprache Bench (einschließlich der Dialekte She und Mer) gehört zu den omotischen Sprachen.
Die Bench bewohnen wohl seit langer Zeit ihr heutiges Gebiet. Traditionell lebten sie als segmentierte, verstreute Gesellschaft. Sie sind in patrilinear organisierte Abstammungsgruppen oder Clans gegliedert. Ihre Gesellschaft umfasst auch Gruppen von niedrigem Ansehen wie taskes („Gerber“) und band („Jäger“), die keine Angehörigen anderer Gruppen heiraten und besondere Essgewohnheiten haben. Es gibt politisch-religiöse Führungspersönlichkeiten (tyat/koms), die üblicherweise als Vermittler zwischen Menschen und Geistern (kahnan) anerkannt sind, und einen höchsten Anführer (Bench-tyat).
Ende des 19. Jahrhunderts wurden die Bench ohne gewaltsame Eroberung in das Kaiserreich Äthiopien (bzw. dessen Provinz Kaffa) eingegliedert, waren aber von negativen Folgen der politischen und wirtschaftlichen Unterordnung betroffen. So litten sie unter dem gäbbar-System – das sie zu hörigen Untertanen des Staates machte und amharischen Siedlern unterstellte – und unter Sklavenjagden. 1913 kämpfte Lij Iyasu gegen die Bench und nahm auf einem Raubzug Tausende gefangen.
Die Rolle der kahnan wuchs nach der Eingliederung in Äthiopien, sie etablierten ein komplexes hierarchisches Herrschaftssystem, das auf Tributen in Form von Nahrungsmitteln, Vieh, Geld und Fronarbeit basierte und ihnen die Kontrolle über die Zahlung von Brautpreisen zwischen den exogamen Clans gab. Unter äthiopischer Herrschaft wurden viele kahnan zu balabbat.
Unter dem Derg-Regime wurden etliche kahnan enterbt, verfolgt und manche auch hingerichtet. In den 1970er und 1980er Jahren gehörten manche Bench zu den führenden Regimegegnern in der Region. Nach dem Sturz des Derg 1991 lebten viele Aspekte der traditionellen Gesellschaftsform und Religion der Bench wieder auf.
Die Bench sind eng mit den benachbarten Me'en verbunden. Ihr Gebiet ist dicht besiedelt, und die meisten Wälder sind bereits gerodet worden, um Siedlungs- und Landwirtschaftsflächen anzulegen. Landwirtschaftlich nutzbares Land wird daher knapp.

## Einzelbelege
1. ↑  Central Statistical Agency: Summary and Statistical Report of the 2007 Population and Housing Census Results (Memento vom 5. März 2009 im Internet Archive) (PDF; 4,7 MB), S. 84